# 大河平城
大河平城（おこびらじょう）は、宮崎県えびの市大河平元屋敷にあった日本の城（山城）。

## 概要
真幸院の領主・北原氏に従属していた大河平氏の最初の城である。
大友氏に敗れ八代より北原氏を頼ってきた菊池氏庶流の八代隆屋は、飯野（現：えびの市）と三ツ山（現小林市）、更に狗留孫峡との境に位置する大河平の、比高120mの台地にある丘陵に城を建てた。それが大河平城である。縄張りは東西に310メートル、南北に200メートル、東から北東にかけて土塁や切岸があり、西には4つの郭があったが、防御のための堅固な設えは施されていなかった。八代氏はその丘陵の南の麓に屋敷を立てて住まうと、以後より大河平氏を名乗る。
北原氏が伊東氏により家督と領地を簒奪され衰退すると、大河平氏は薩摩国の島津義弘に誼を通じたが、永禄5年（1562年）大河平城は伊東勢450余に急襲される。家督を継いでいた隆屋の孫の大河平隆利はこれを防ぎきり、更に城より打って出て伊東勢を追い返した。しかしその後、大河平城は堅城ではないことから、島津義弘の命により大河平城の西側にある険阻な丘陵へ新たに城を築くよう命じられる。そうして完成した今城が、以後より大河平氏の本城となった。